# Black Jesus + Amen Fashion
«Black Jesus † Amen Fashion» (рус. «Чёрный Иисус + Аминь, мода!») — песня американской исполнительницы Леди Гага из её второго студийного альбома Born This Way.

## О песне
Песня выступила одним из трех дополнительных треков (вместе с «Fashion of His Love» и «The Queen»). О названии трека стало известно тогда, когда Гага выпустила официальный трек-лист. Песня была зарегистрирована на BMI 17 мая 2011 года. В песне рассказывается о жизни Гаги в 19 лет, когда она переехала в центр Нью-Йорка. Песня написана Гагой в соавторстве с Полом Блэром, продюсером песни выступила Гага и DJ White Shadow. В интервью E! news, Гага заявила, что название песни было взаимозаменяемым. Она используется как фразы в песне и она была очень хороша, поэтому Гага использовала её. Она также сказала, что часть песни Amen Fashion о том, что ваше видение меняется как мода. Также одном из интервью Гага сказала, что хотела бы снять видео на эту песню.
Некоторое время в СМИ ходили слухи о том, что песня «Black Jesus † Amen Fashion» станет четвёртым синглом, но эта информация не подтвердилась, так как четвёртым синглом стала песня «Yoü and I».

## Участники записи
- Брайан Гейнор — бас-гитара, гитара, барабаны
- Леди Гага, DJ White Shadow, Брайан Гейнор — синтезатор
- DJ White Shadow, Брайан Гейнор — программирование
- Дэйв Руссель — запись
- Пол Пэвао — ассистент инженера
- Джин Грималиди — мастеринг

Информация взята из буклета к альбому Born This Way.

## Чарты
| Чарт (2011)                                | Высшее место |
| ------------------------------------------ | ------------ |
| Spain (PROMUSICAE)                         | 22           |
| South Korea Gaon International Chart       | 121          |
| UK Singles Chart (Official Charts Company) | 172          |